# Кубок Императора
Кубок Императора Японии по футболу (天皇杯全日本サッカー選手権大会 Tennōhai Zen Nippon Sakkā Senshuken Taikai) — старейшее футбольное соревнование Японии. Кубок Императора основан в 1921 году и существовал до основания японской Джей-лиги. До Второй мировой войны в кубке Императора участвовали команды не только из Японии, но и из Кореи, Тайваня и Маньчжоу-Го.

## Формат
Кубок открыт для каждого клуба Футбольной ассоциации Японии от Джей-лиги 1 и Джей-лиги 2, до команды из JFL (юниорская футбольная лига), региональных лиг, а также команд колледжей и средних школ со всей страны. Кубок Императора является одним из двух известных национальных футбольных турниров имени монарха (другой Испании Копа дель Рей). Обладатель кубка Императора, может нанести на свою форму эмблему Ятагарасу (Yatagarasu) — ворона из древней японской мифологии. Обладатель кубка квалифицируется как участник азиатской Лиги Чемпионов